# Дучув-Великий
Дучув-Великий (пол. Duczów Wielki, нім. Groß Deutschen) — село в Польщі, у гміні Волчин Ключборського повіту Опольського воєводства.
Населення — 76 осіб (2011).
У 1975-1998 роках село належало до Опольського воєводства.

## Демографія
Демографічна структура станом на 31 березня 2011 року:
|          | Загалом | Допрацездатний вік | Працездатний вік | Постпрацездатний вік |
| -------- | ------- | ------------------ | ---------------- | -------------------- |
| Чоловіки | 43      | 13                 | 27               | 3                    |
| Жінки    | 33      | 7                  | 15               | 11                   |
| Разом    | 76      | 20                 | 42               | 14                   |